# 2041 Ланцелот
2041 Ланцелот (2041 Lancelot) — астероїд головного поясу, відкритий 24 вересня 1960 року.
Тіссеранів параметр щодо Юпітера — 3,173.